# Мак Джолла, Томас
Томас Мак Джолла (англ. Tomás Mac Giolla, ирландское произношение: [ˈt̪ˠʊmˠaːsˠ mˠək ˈɟɪl̪ˠə]; урождённый Томас Гилл, Thomas Gill; 25 января 1924 — 4 февраля 2010) — ирландский левый политик, занимавший пост лорд-мэра Дублина в 1993—1994 годах, лидер Шинн Фейн / Рабочей партии Ирландии в 1962—1988 годах, включая период 1962—1970 годов до раскола партии Шинн Фейн. С 1982 по 1992 год был депутатом (Teachta Dála) от избирательного округа Западный Дублин.

## Ранние годы
Томас Гилл родился в Нене, графство Типперэри. Его дядя Т. П. Гилл был членом парламента от Ирландской парламентской партии Чарльза Стюарта Парнелла. Отец Томаса Роберт Пол Гилл, инженер и архитектор, также неоднократно безуспешно баллотировался на выборах. Его матерью была Мэри Хуриган.
Мак Джолла начал образование в местной национальной школе в Нене, а затем продолжил его в колледже Св. Фланнана в Эннисе, графство Клэр, во время пребывания где он перешёл на ирландскую версию своего имени. Благодаря стипендии в Университетском колледже Дублина получил степень бакалавра гуманитарных наук, а затем в области коммерции.
Мак Джолла работал квалифицированный бухгалтер в Ирландском совете по электроснабжению (ESB) с 1947 года, пока в 1977 году не занялся политикой на полную ставку.
В молодости Мак Джолла был активным республиканцем. Он присоединился к Шинн Фейн и Ирландской республиканской армии (ИРА) примерно в 1950 году. Он был интернирован правительством Ирландии во время пограничной кампании ИРА 1956—1962 годов. Он также отбыл несколько тюремных сроков в тюрьме Маунтджой в Дублине.

## Политическая карьера

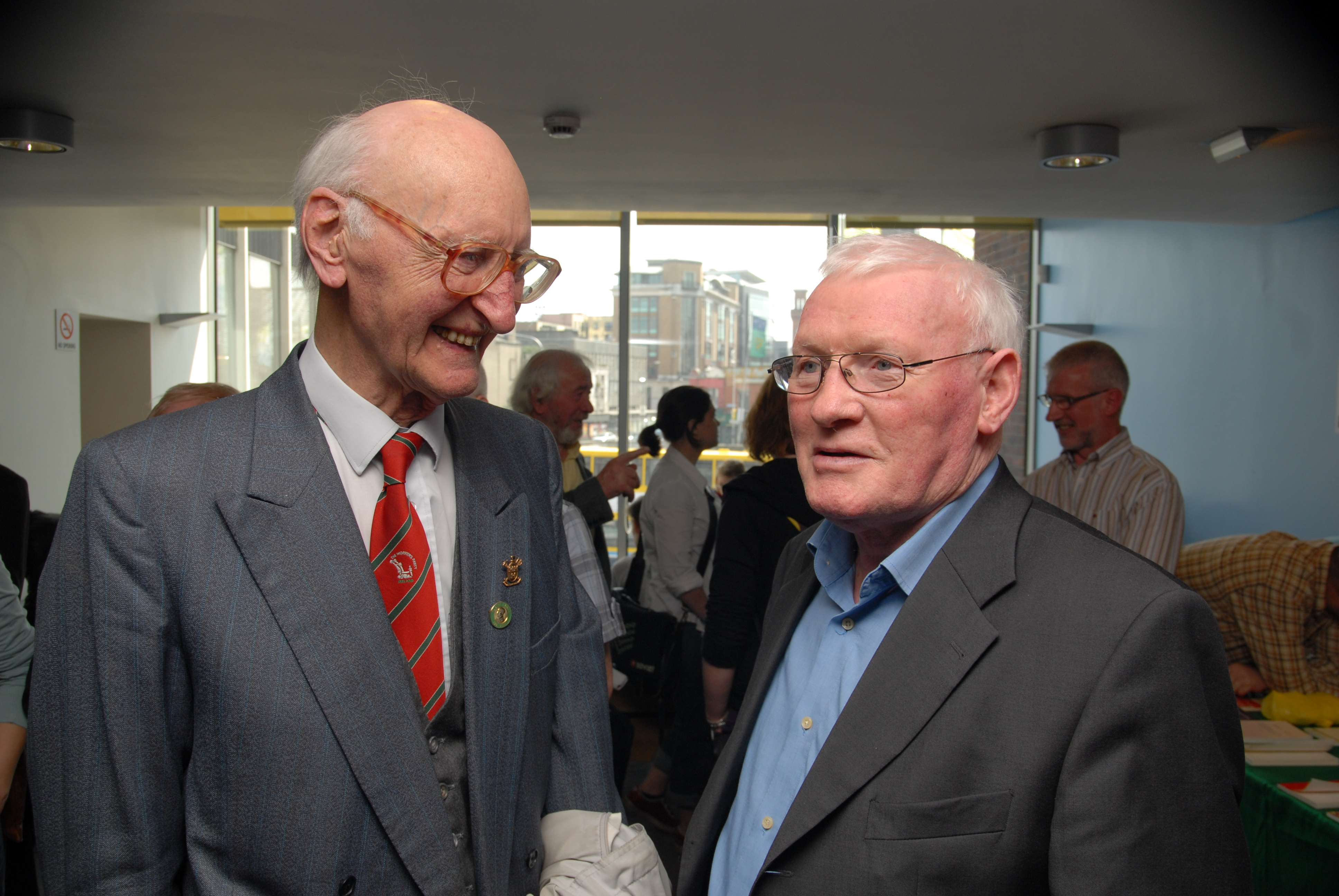
Шон Гарланд (справа) с Томасом МакДжоллой, май 2008 г.

Активно участвовал в протестах (в 1969 году он выступал на марше против войны во Вьетнаме в Дублине), но также и в электоральной политике. Так, на всеобщих выборах 1961 года Мак Джолла безуспешно баллотировался от Шинн Фейн в Северном округе Типперэри.
В 1962 году женился на Мэй Маклафлин, которая также была активным членом Шинн Фейн, а также Куманн на мБан, женской секции ИРА. В том же году он стал президентом Шинн Фейн, сдвинув партию влево в последующем десятилетии. В 1970 году Шинн Фейн распалась, и Мак Джолла остался лидером официальной Шинн Фейн. В 1977 году партия сменила название на Шинн Фейн — Рабочая партия, а в 1982 году стала просто Рабочей партией.
Мак Джолла был избран в городской совет Дублина, представляя местный избирательный округ Баллифермот, в 1979 году и на всех последующих местных выборах, пока он не ушёл из совета в 1997 году. На всеобщих выборах в ноябре 1982 года Мак Джолла был избран депутатом Дойл Эрен от своей партии. В 1988 году оставил пост лидера партии, и его место занял Проинсиас Де Росса. Мак Джолла занимал пост лорд-мэра Дублина с 1993 по 1994 год, став первым (и последним) городским депутатом от Рабочей партии, занявшим пост градоначальника ирландской столицы. Он оставался членом Дублинской корпорации до 1998 года.
В качестве партийного лидера он считался посредником между марксистско-ленинским крылом, возглавляемым Шоном Гарландом, и социал-демократическим крылом Проинсиаса Де Росса. На чрезвычайном съезде (Ardfheis) в 1992 году он проголосовал за отказ от демократического централизма и переформатирование партии, подобно тому, как Итальянская коммунистическая партия стала Демократической партией левых сил. Однако предложение не набрало необходимого большинства в две трети, и после откола шести национальных депутатов Рабочей партии во главе с Де Россой, сформировавших новую партиюДемократические левые в 1992 году, Мак Джолла остался единственным членом Рабочей партии. в ирландском парламенте. Уже в том же году он потерял свое место в Дейле на всеобщих выборах с перевесом всего в 59 голосов в пользу Лиама Лоулора из Фианны Файл. В 1999 году Мак Джолла написал председателю специального трибунала с призывом провести расследование разоблачений высокопоставленного городского чиновника Джорджа Редмонда, бывшего официальным руководителем подсчета выборов в Западном Дублине и одновременно близким соратником Лиама Лоулора. В 2003 году Редмонд был признан виновным в коррупции судом Дублина, но впоследствии приговор был отменен из-за противоречивых доказательств.
В свои восемьдесят Мак Джолла продолжал свой активизм в рамках кампании по предотвращению сноса дома № 16 по Мур-стрит в центре Дублина, где была финализирована капитуляция после Пасхального восстания. Он также работал в Дублинском комитете '98, посвященном 200-летию восстания 1798 года .
Он умер в больнице Бомонт в Дублине 4 февраля 2010 года после продолжительной болезни.